# بروستاغلاندين E1
بروستاغلاندين E1 أو ألبروستاديل هو دواء يستعمل لعلاج عدد من الحالات المرضية منها ضعف الانتصاب.